# Danyelle Helena da Silva Lima
Danyelle Helena da Silva Lima (* 6. Oktober 1992 in Ceilândia, Distrito Federal), zumeist Dany Helena genannt, ist eine brasilianische Fußballspielerin.

## Karriere
Danyelle begann ihre Laufbahn als Futsal-Spielerin in Schul- und Universitätsmannschaften und sattelte erst in der Talentschmiede der AE Kindermann in Caçador auf Fußball um, mit der sie es 2014 bis zur brasilianischen Vizemeisterschaft brachte. Zum Durchbruch als Torjägerin gelangte sie beim Militärpolizei-Club CRESSPOM in ihrer Heimat im Bundesdistrikt. Nach einem Engagement im Amazonas beim EC Iranduba, folgte zur Spielzeit 2018 ein erfolgreiches beim CR Flamengo in Rio de Janeiro. Mit fünfzehn Treffern in siebzehn Einsätzen sicherte sie sich in jenem Jahr die Krone der Torjägerinnen in der brasilianischen Meisterschaft.
Im Januar 2020 unterzeichnete Danielle einen Dreijahresvertrag beim EDF Logroño in der spanischen Primera División.

## Erfolge
Verein:
- Israelische Meisterin: 2023, 2024, 2025
- Staatsmeisterin von Rio de Janeiro: 2018
- Distriktmeisterin von Brasília: 2014, 2015
- Staatsmeisterin von Santa Catarina: 2014

Individuell:
- Torschützenkönigin der israelischen Ligat Nashim Rishona: 2023, 2024, 2025
- Torschützenkönigin der brasilianischen Série A1: 2018
- Torschützenkönigin der Distriktmeisterschaft von Brasília: 2014, 2015
- Prêmio Craque do Brasileirão: Mannschaft des Jahres 2018